# Saint-Paul-de-Serre
Saint-Paul-de-Serre – miejscowość i gmina we Francji, w regionie Nowa Akwitania, w departamencie Dordogne.
Według danych na rok 1990 gminę zamieszkiwało 208 osób, a gęstość zaludnienia wynosiła 20 osób/km² (wśród 2290 gmin Akwitanii Saint-Paul-de-Serre plasuje się na 969. miejscu pod względem liczby ludności, natomiast pod względem powierzchni na miejscu 1035.).